# وروار أزرق الخد

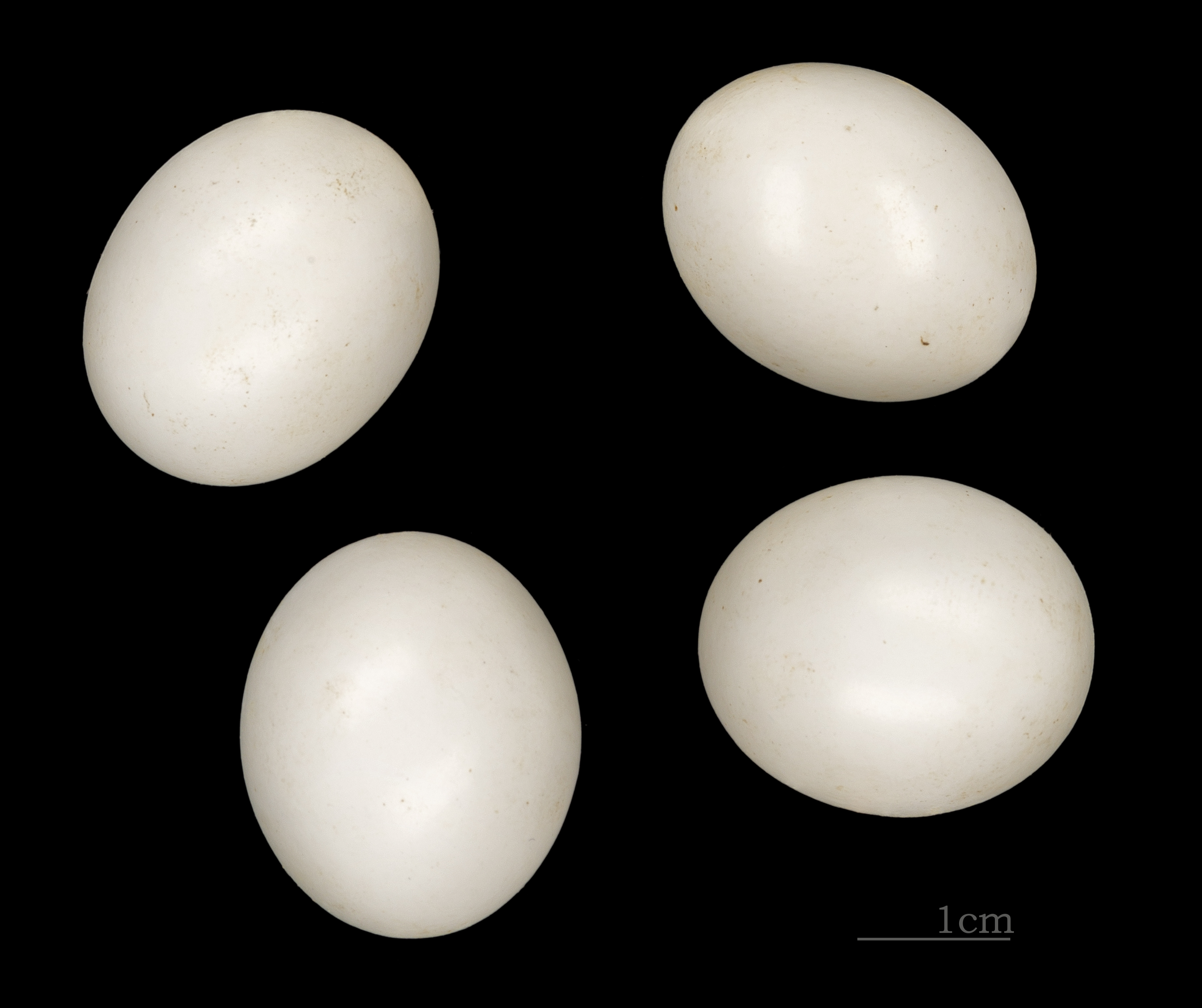
Merops persicus

وروار أزرق الخد (الاسم العلمي: Merops persicus) هو نوع من الطيور يتبع جنس الوروار من فصيلة الوروارية.